# Kartenkunst

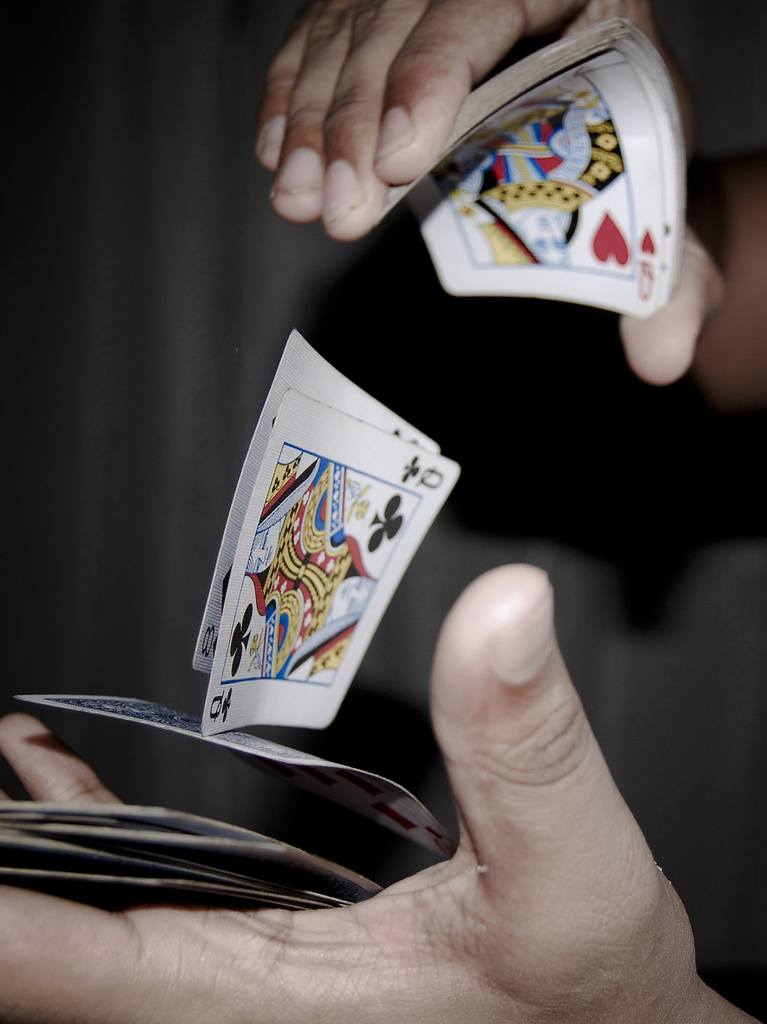
Sprudeln der Karten von einer Hand in die andere (engl.: the Spring)

Die Kartenkunst ist eine Disziplin der Zauberkunst und beschäftigt sich mit Zauberkunststücken, die mit Spielkarten durchgeführt werden.

## Historisches
Der Ursprung von Kunststücken mit Spielkarten liegt bei den Tricks der Falschspieler. Kartenkunststücke, die zu Unterhaltungszwecken gezeigt wurden, beschrieb erstmals Horatio Galasso: Giochi di carte belissimi di regola, e di memoria = Schöne Kartenspiele in der Regel und Erinnerung (1593). Insbesondere Zauberkünstler wie Jean Eugène Robert-Houdin und John Nevil Maskelyne fühlten sich herausgefordert, ihre Umwelt durch Aufklärungsschriften über Falschspielertricks aufzuklären. In den USA machte sich als Autor Jonathan Harrington Green einen Namen als und mit The Reformed Gambler (1858). Die Kartenkunst erfuhr im 19. Jahrhundert eine Aufwertung durch den Wiener Johann Nepomuk Hofzinser, der bahnbrechende Kunstgriffe und Techniken erfand sowie die Präsentation revolutionierte. Im englischsprachigen Raum etablierte sich Kartenkunst insbesondere durch das von „Professor Hoffmann“ (eigentlich Angelo J. Lewis) veröffentlichte Buch Modern magic: a practical treatise on the art of conjuring. Nicht zuletzt durch das 1902 unter dem Pseudonym „S. W. Erdnase“ in Chicago erschienene Standardwerk The Expert at the Card Table wurden Kartenkünste in den USA eine verbreitete Kunst, die naturgemäß in Spielerkreisen kultiviert wurde. Der Großillusionist Howard Thurston erfand das Genre Kartenmanipulationen als Bühnendarbietung, etwa das Erscheinen- und Verschwindenlassen von Spielkarten in den Händen, welches Cardini perfektionierte. In den 20er und 30er Jahren wurden Kartenkünste in spleenigen New Yorker Zirkeln perfektioniert, als deren bekanntester Vertreter Dai Vernon bekannt wurde. Viele Kartenkunststücke wurden durch die Bücher von John Scarne bekannt, der im Kino und in den frühen Tagen des Fernsehens insbesondere Ziergriffe (Flourishes) populär machte.
In der überwiegend englischsprachigen Fachliteratur gehen Beschreibungen von Kartenkunststücken meist von einem in den USA üblichen Pokerblatt mit 52 Karten aus.

## Grundeffekte
Die Kartenkunst erfreut sich nicht zuletzt deshalb großer Beliebtheit, weil man mit Karten alle auch sonst in der Zauberkunst üblichen Effekte darstellen kann, jedoch meist mit deutlich geringerem Aufwand und dem Kartenspiel als einem dem Zuschauer vertrauten Requisit.

### „Verschwindetricks“
Viele einfache Kartenkunststücke basieren darauf, Karten, die an einer Stelle verschwinden, an einem anderen Ort wieder auftauchen zu lassen.

### Kartenfinden
Mit dieser Kategorie verwandt sind die zahlreichen Effekte, bei denen eine in das Spiel hineingemischte Karte auf magische Weise wieder aufgefunden wird (Card Control). Ein Klassiker ist ein in die Luft geworfenes Kartenspiel, bei dem durch Hineinstechen in die Kartenwolke die Karte auf einem Degen erscheint. Ähnliches zeigte Joseph Pinetti (1750–1800), der mit einer Pistole eine gewählte Karte an die Wand schoss.

### Vorhersagen, Gedankenlesen und Übereinstimmungen („Mentalzauberei“)
Bei der zweiten großen Kategorie von Kunststücken scheint der Vorführende über hellseherische Kräfte zu verfügen, indem er vom Zuschauer gewählte Karten errät oder vorhersagen kann. Hierzu werden manchmal zur Steigerung der Effekte auch speziell präparierte Kartenspiele verwendet, wie etwa das so genannte Brainwave Deck, das es erlaubt, jede beliebig gedachte oder gewählte Karte beim Auffächern des Spiels verkehrt herum und bei Bedarf mit anderem Rückenmuster zu präsentieren.

### Verwandlungen („Kartenfärben“) (eng.colour change)
Bezeichnet Kunststücke, bei denen sich der Kartenwert bzw. die komplette Karte ändert, meist geschieht das durch ein Darüberstreichen mit der Hand. Zu den drei einfachsten und bekanntesten Colour Changes gehören der „Snap Change“, der „Twirl Change“ und der „Erdnase Change“. Es werden ständig neue Colour Changes erfunden, so dass es eine große Anzahl von Verwandlungstechniken gibt.

### Falschspielerkunststücke
Der Künstler demonstriert seine Fähigkeit, ein Glücksspiel in jeglicher Hinsicht manipulieren zu können. Ein Klassiker ist die Kunst, eine gewählte Karte an eine beliebige Position eines Kartenspiels zu bringen. Die bekannteste Falschspielerdemo ist das authentische Falschspielerkunststück Kümmelblättchen.

### Ordnen
Mit Falschspielerkunststücken sind Tricks verwandt, bei denen sich Kartenspiele unter unmöglichen Bedingungen zu ordnen scheinen. Klassiker sind der „Triumph“-Effekt, bei dem eine Spielhälfte umgekehrt eingemischt wird, am Schluss jedoch alle Karten etwa bildoben liegen, sowie die „Öl und Wasser“-Effekte, bei denen sich rote Karten von schwarzen Karten auf magische Weise trennen.

### Kinetische Effekte
Als Klassiker gilt hier z. B. das als „Kartensteiger“ bekannte Kunststück, bei dem eine Karte aus einem in einem Weinglas befindlichen Spiel wie von Geisterhand emporsteigt. Auch frei schwebende Karten gehören zu dieser Effektart.

### Mathematische Kartentricks
Mathematische Kartentricks erfreuen sich vor allem bei Anfängern an großer Beliebtheit. Dies ist darauf zurückzuführen, dass derartige Tricks gewissermaßen von selbst ablaufen und keinerlei Fingerfertigkeiten des Zauberers verlangen. Die wahre Magie liegt hierbei in den mathematischen Rechnungen, die diesen Tricks zugrunde liegen.

### Sonstiges
Kartenkünstler zaubern zerrissene Karten wieder ganz, lassen Karten einander durchdringen und kombinieren Karteneffekte mit anderen Kunststücken.

### Bühnenmanipulation
Während Kartenkünstler meistens auf kurze Distanz arbeiten und das Urteil, ob ein Effekt auf der Geschicklichkeit der Hände beruht, meist dem Publikum überlassen, wird bei der Bühnenmanipulation der Akt der Manipulation selbst zum Effekt. Hierbei geht es meist um das Erscheinen- und Verschwindenlassen von Spielkarten sowie deren Vergrößerung oder Verkleinerung. In eine ähnliche Richtung geht die Kunst des Kartenweitwerfens, Bumerangwerfens usw.

### Ziergriffe (Cardistry)
Karten eignen sich ebenfalls als elegante Requisiten für künstlerische Darstellungen. Diese werden in der Fachsprache der Kartenkünstler (Cardists) „Flourishes“ genannt. Hierbei wird zwischen 'one handed' (einhändig) und 'two handed' (zweihändig) unterschieden. Neben der Unterscheidung zwischen einhändig und zweihändig wird aber natürlich auch zwischen den verschiedenen Darstellungsformen unterschieden.
Darstellungsformen:
- Cuts: Bei den sogenannten 'Cuts' wird das Kartenspiel in unterschiedlich viele und unterschiedlich große Teile geteilt. Mit diesen Teilen/Stapel (packets) wird dann der 'Flourish' durchgeführt.
- Spreads. Unter den sogenannten Spreads versteht man das Ausbreiten des Kartenspiels. Eine Basisvariante davon ist aus der Magie bekannt, wo der Zauberer das Kartenspiel auf dem Tisch ausbreitet mit den Worten: "zieh mal eine Karte."
- Fans: Ein Fan ist ein aufgefächertes Kartenspiel (meist kreisförmig)
- Aerials: Als Aerials werden die Flourishes bezeichnet, bei denen sich eine oder mehrere Karten für einen gewissen Zeitraum in der Luft befinden. Beispielsweise wäre ein einfaches Hochwerfen und wieder Auffangen der Karte ein 'Aerial'.
- Twirls: Bei den Twirls wird eine Karte so zwischen den Fingern bewegt, dass sie förmlich tanzt. Die Karte bewegt sich also unter Kontrolle des Cardists extrem schnell und dynamisch zwischen 2 Fingern. Oft wird dies mit einer eleganten und sanften Bewegung des Arms verknüpft.

Viele Zauberer ziehen es vor, in ihrer Performance auf solche „Flourishes“ zu verzichten, da sie eine hohe Fingerfertigkeit erfordern und damit vom Zaubereffekt ablenken.
Die „Flourishes“ an sich zählen nicht zu den klassischen Kartentricks, da der Zuschauer hier nicht getäuscht wird. Es passiert also nichts, was auf den ersten Moment unmöglich scheint. Der Schwerpunkt in Cardistry liegt eher darauf, das Kartenspiel so zu manipulieren, dass optisch faszinierende Szenen entstehen. Es ist also vergleichbar mit dem Jonglieren, wo darauf Wert gelegt wird, seine Fähigkeiten zu beweisen.

## Techniken

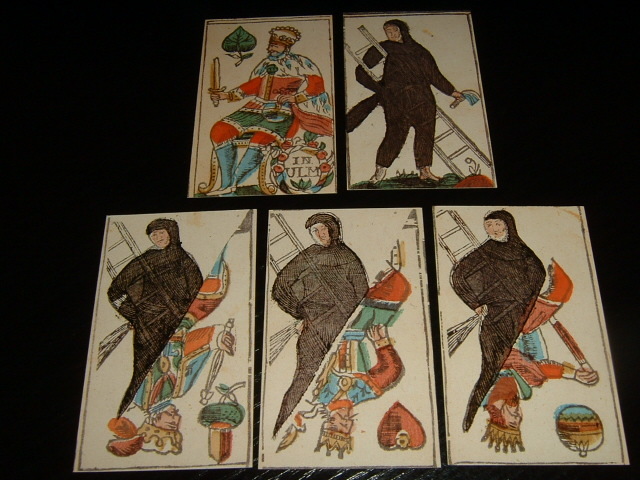
Präparierte Karten zum Zaubern, unten mit Doppelbild (Anfang 19. Jahrhundert)

Jeder Effekt lässt sich mit einer Vielzahl unterschiedlicher Methoden bewerkstelligen. Da die Kartenkunst einerseits die verbreitetste Sparte der Zauberkunst darstellt, andererseits von der Falschspielbranche mit professionellem Interesse vorangetrieben wird, gibt es praktisch keine Ansatzpunkte für Manipulationen und Hilfsmittel, die nicht in Erwägung gezogen wurden.
„Sportliche“ Kartenkünstler favorisieren Tricks, die auf einer Vielzahl an Kunstgriffen und Systemen basieren. Allein das in mehreren Sprachen vorliegende – keinesfalls vollständige – Standardwerk Die Große Kartenschule enthält Beschreibungen einzelner Griffe in fünf Bänden. Die Techniken reichen von einfacheren Kniffen und Ausnutzung mathematischer Prinzipien bis hin zu Techniken, die jahrelange Übung erfordern. Zur Vereinfachung und Ermöglichung mancher Effekte werden auch die erstaunlichsten mechanischen, chemischen, drucktechnischen und elektronischen Verfahren und Hilfsmittel bemüht. Ferner werden mathematische Prinzipien verwandt sowie optische Täuschungen, Psychologie und vor allem die Kunst der Ablenkung. Die Anzahl einzelner Kartenkunststücke kann nur geschätzt werden, da insbesondere die englischsprachige Fachliteratur unüberschaubar ist und ständig weiterentwickelt wird. Viele Kunststücke bedienen sich einer Kombination unterschiedlicher Tricktechniken und sind nach bestimmten psychologischen Prinzipien aufgebaut. Insider verfolgen nicht selten den Ehrgeiz, mit Innovationen vor allem die Fachleute zu täuschen.

## Präsentation
Wie auch sonst in der Zauberkunst macht ein gelungenes Kartenkunststück vor allem die Präsentation aus. Selbst einfache Kunststücke, die mit Humor und Charme gezeigt werden, erweisen sich tricktechnisch weitaus anspruchsvolleren nicht selten als überlegen. Gerade bei der Kartenkunst laufen Kartenkünstler Gefahr, dem tricktechnischen Ehrgeiz zu erliegen, ihr Publikum jedoch zu langweilen. Der typische Kartenkünstler, der aufdringlich seine Umwelt mit „Ziehen Sie mal eine Karte!“ nervt, ist ein häufiges Motiv von Parodien, jüngst im Film Scoop – Der Knüller von Woody Allen, der in Wirklichkeit jedoch seit Kindertagen ein begeisterter Amateurkartenkünstler ist. Die eigentliche künstlerische Herausforderung ist es, die Vorführung eines Kartenkunststückes so zu gestalten, dass der Zuschauer von Thema, Effekt und Vortrag gleichermaßen gefesselt wird und den ihm nicht erklärbaren Effekt nicht als Angriff auf seine Intelligenz oder Beobachtungsgabe empfindet, sondern als Spiel.

## Sonstiges
Zauberkünstlervereinigungen richten Wettbewerbe in der Kartenkunst aus, etwa der Magische Zirkel von Deutschland, der alle drei Jahre einen „Deutschen Meister der Kartenkunst“ kürt sowie die FISM, die jeweils im Folgejahr den Titel eines „Weltmeisters“ vergibt. Der in der Schweiz lebende Kosmopolit Piet Forton erhielt diese Auszeichnung dreimal. Der am meisten dekorierte deutsche Kartenkünstler ist Pit Hartling.
Zu den gegenwärtig bekanntesten Kartenkünstlern zählen etwa Juan Tamariz, Lennart Green, Roberto Giobbi, René Lavand, Jan Logemann, Daryl Martinez, Darwin Ortiz, Bill Malone, Denis Behr sowie Ricky Jay. Ricky Jay bestritt ein komplettes Bühnenprogramm allein mit Spielkarten und war sogar in der Lage, durch geschicktes Werfen von Spielkarten selbige durch die Schale einer Wassermelone zu schleudern.